# Клуб жінок
Клуб жінок (рос. Клуб женщин) — радянський двосерійний мелодраматичний художній телефільм 1987 року, знятий режисером Володимиром Фокіним на Кіностудії ім. М. Горького.

## Сюжет
Вийшовши на пенсію, Майя Дмитрівна вирішила активізувати своє життя і життя своїх подруг. Вони вивчають французьку мову, здійснюють туристичні поїздки. Несподівано влаштовується і їх особисте життя…

## У ролях
- Антоніна Шуранова — Майя Дмитрівна Сабліна, пенсіонерка
- Катерина Райкіна — Женя
- Марина Полбєнцева — Кіра, Кіра Василівна
- Марина Поліцеймако — Ліда, Лідія Михайлівна
- Володимир Точилін — Кирило Тимофійович
- Олександр Соловйов — Андрій, син Майї
- Вадим Захарченко — Віктор Миколайович
- Віктор Борцов — Арсен
- Олексій Петренко — Олексій Єгорович Сілін, художник
- Ігор Кваша — Сергій Савелійович, чоловік Жені
- Юрій Назаров — Валерій Петрович, чоловік Ліди
- В'ячеслав Богачов — Юрій Павлович, начальник, колишній підлеглий Майї
- Андрій Юренєв — режисер
- Анастасія Заболоцька — Алла, актриса
- Валерія Корєнная — Таня, дівчина Андрія
- Олена Марютіна — Аня, дочка Кіри
- Людмила Ариніна — Анна Захарівна, листоноша
- Леонід Ярмольник — Вадим, вчитель французької
- Вадим Вільський — член клубу «Чашка чаю»
- Маріанна Кузнецова — епізод
- Наталія Казначеєва — ведуча вечора
- Неллі Вітепаш — епізод
- Тетяна Мітрушина — дама в клубі
- Юрій Дубровін — епізод
- Єлизавета Нікіщихіна — жінка на дієті
- Ігор Карташов — епізод
- Г. Романенко — епізод
- Аріна Алейникова — асистентка режисера
- Владислав Толдиков — актор
- Валентина Василенко — епізод
- Костянтин Афонський — епізод
- К. Солянов — епізод
- Олександра Пушкіна — гример
- Віктор Незнанов — син Ліди
- Василь Маслаков — Олег, син Кирила
- Микита Романенко — офіцер
- Тетяна Назарова — колишня співробітниця Майї

## Знімальна група
- Режисер — Володимир Фокін
- Сценарист — Анатолій Гребнєв
- Оператор — Сергій Філіппов
- Композитор — В'ячеслав Ганелін
- Художник — Олександр Попов